# Calamus megaphyllus
Calamus megaphyllus är en enhjärtbladig växtart som beskrevs av Odoardo Beccari. Calamus megaphyllus ingår i släktet Calamus och familjen Arecaceae. Inga underarter finns listade i Catalogue of Life.